# Stephanie Beacham
Pour les articles homonymes, voir Beacham.
 (juillet 2022).
Si vous disposez d'ouvrages ou d'articles de référence ou si vous connaissez des sites web de qualité traitant du thème abordé ici, merci de compléter l'article en donnant les références utiles à sa vérifiabilité et en les liant à la section « Notes et références ».
Stephanie Beacham, née le 28 février 1947 à Barnet dans le Hertfordshire en Angleterre au Royaume-Uni, est une actrice anglaise.

## Biographie
Stephanie Beacham est née le 28 février 1947 à Barnet dans le Hertfordshire en Angleterre. Elle commence sa carrière sur les planches, notamment par des cours de mime, avant d'apparaître dans de nombreux projets télévisés dès la fin des années 1960. Elle est révélée grâce à la série télévisée Tenko dans laquelle elle interprète une jeune femme de la haute société qui se retrouve, en plein conflit du Pacifique, prisonnière dans un camp pour femmes du sud-est asiatique. La série britannique Connie est un tremplin. Son interprétation et les turpitudes de son personnage lui valent rapidement l'étiquette de "garce" ("bitch" en anglais) dont elle arrive difficilement à se défaire.
Connue surtout pour son interprétation de Sable Colby dans la série télévisée Dynastie 2 : Les Colby, dérivée de Dynastie dans les années 1980, elle a, malgré sa carrière en demi-teinte, fréquenté et joué avec les plus grands : Ava Gardner, Charlton Heston, Marlon Brando ou encore au théâtre avec Jeremy Irons ou Ian McKellen.
Tout en continuant sa carrière sur la côte ouest des États-Unis où elle enchaîne téléfilms, séries et jeux scéniques, dont SeaQuest, police des mers, L'ange revient pour laquelle elle reçoit une nomination pour le Golden Globe de la meilleure actrice en 1990, Beverly Hills et Charmed. 
Elle apparaît également dans la série Les Condamnées, gros succès au Royaume-Uni et dans plusieurs pièces de théâtre en tournée à travers le pays. En janvier 2010, Stephanie Beacham participe à l'émission de téléréalité diffusée sur Channel 4, Celebrity Big Brother 7, avec notamment Stephen Baldwin, Heidi Fleiss, Sisqo et Ivana Trump.

## Vie privée
Stephanie Beacham est totalement sourde d'une oreille et n'entend qu'à 70 % de l'autre, et ce depuis sa naissance. 
Son bref mariage avec l'acteur John McEnery lui a donné deux filles.

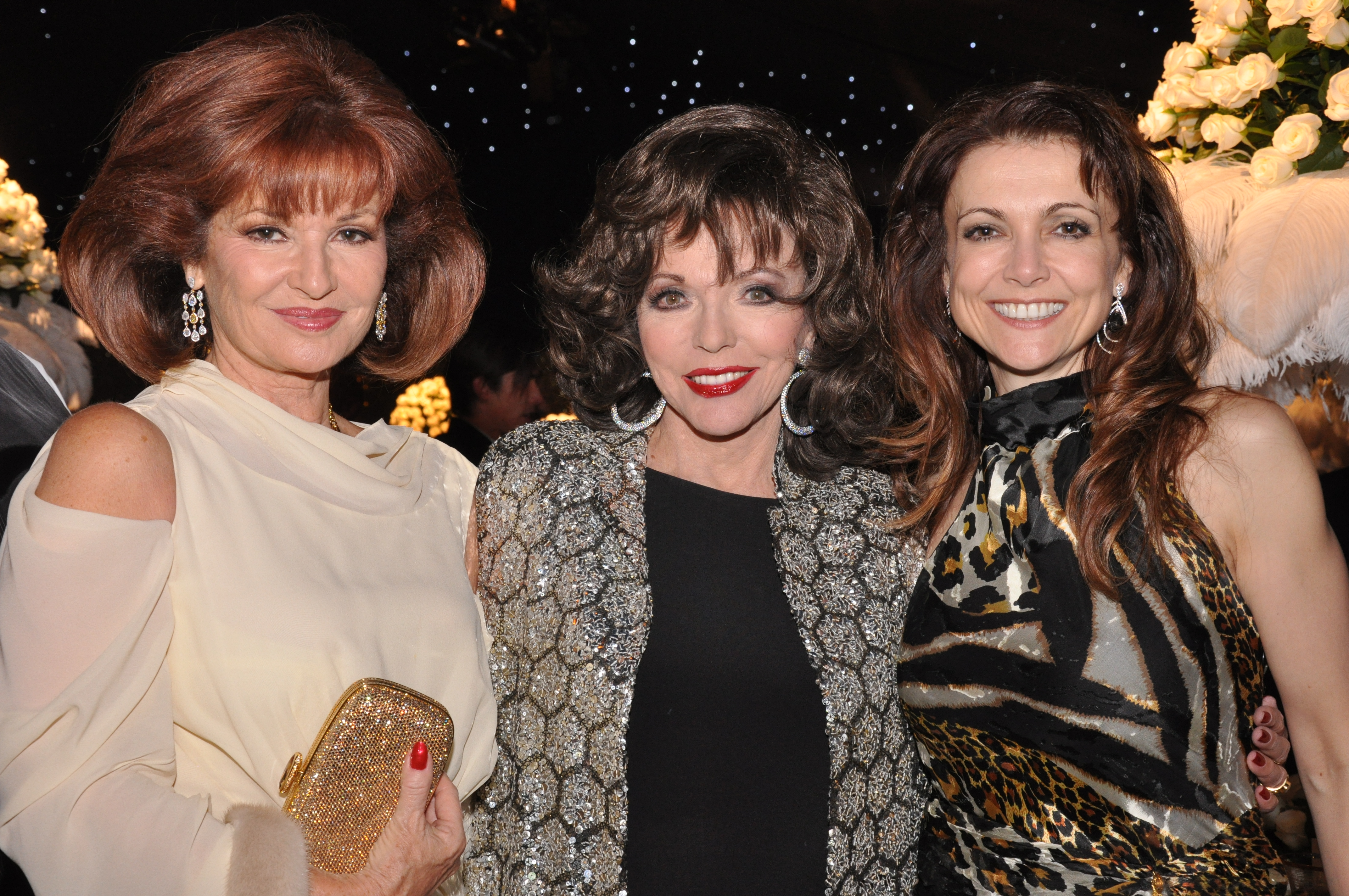
Les dames de Dynastie, Stephanie Beacham, Joan Collins et Emma Samms en 2009

## Filmographie[1]

### Cinéma
- 1970 : The Games de Michael Winner : Angela Simmonds
- 1970 : Tam Lin (The Ballad Of Tam Lin) de Roddy McDowall : Janet Ainsley
- 1971 : Le Corrupteur (The Nightcomers) de Michael Winner : Miss Jessel
- 1972 : The Aries Computer
- 1972 : Dracula 73 (Dracula A.D. 1972) d'Alan Gibson : Jessica Van Helsing
- 1973 : Piège pour un tueur (Si può essere più bastardi dell'ispettore Cliff ?) de Massimo Dallamano : Joanne
- 1973 : And Now the Screaming Starts! de Roy Ward Baker : Catherine Fengriffen
- 1976 : Mortelles confessions (House of Mortal Sin) de Pete Walker : Vanessa Welch
- 1976 : Schizo de Pete Walker : Beth
- 1981 : Inseminoid de Norman J. Warren : Kate
- 1989 : Les Scouts de Beverly Hills (Troop Beverly Hills) de Jeff Kanew : Vicki Sprantz
- 1989 : The Wolves of Willoughby Chase de Stuart Orme : Letitia Slighcarp
- 1990 : Harry et Harriette (Eine Frau namens Harry) de Cyril Frankel : Christine Petersen
- 1996 : Wedding Bell Blues de Dana Lustig : la mère de Tanya
- 2000 : Stars in Love (Relative Values) d'Eric Styles : Elizabeth
- 2002 : Amours suspectes (Unconditional Love) de Paul John Hogan : Harriet Fox-Smith
- 2002 : Would I Lie to You? de Tom Sheppard : Amaelia (vidéo)
- 2006 : Seven Days of Grace de Don E. FauntLeRoy : Dana
- 2006 : The Witches Hammer de James Eaves : Madeline
- 2006 : Love (et ses petits désastres) (Love and Other Disasters) d'Alek Keshishian : Felicity Riggs-Wentworth
- 2007 : Plot 7 de Farnaz : Emma Osterman

### Télévision

#### Séries télévisées
- 1961 : The Rag Trade
- 1967 : The Queen's Traitor de [Qui ?] : Mary, Queen of Scots (saison 1, épisode 1)
- 1968 : ITV Playhouse de [Qui ?] : Lisa Wendle (saison 2, épisode 3)
- 1968 : Le Saint (The Saint) de Leslie Charteris : Penelope Brown (saison 6, épisode 3)
- 1968 : The Jazz Age de [Qui ?] : Charlotte Tonn (saison 1, épisode 8)
- 1969 : Armchair Theatre de [Qui ?] : Linda (saison 9, épisode 10)
- 1969 : Public Eye (en) d'Anthony Marriott et Roger Marshall : Shirley Marlowe (saison 4, épisode 4)
- 1970 : Callan de James Mitchell : Beth Lampton (saison 3, épisode 7)
- 1970 : Sentimental Education de [Qui ?] : Rosanette (saison 1, épisode 3)
- 1970 : UFO, alerte dans l'espace (UFO) de Gerry Anderson et Sylvia Anderson : Sarah Bosanquet (saison 1, épisode 9)
- 1971-1972 : ITV Saturday Night Theatre de [Qui ?] : Anna Trenton / Jenny Draper (2 épisodes)
- 1972 : Jason King de Monty Berman et Dennis Spooner : Cora Simpson (saison 1, épisode 23)
- 1972 : Man at the Top de John Braine : Paula Fraser (2 épisodes)
- 1972 : L'Aventurier (The Adventurer) de Monty Berman et Dennis Spooner : Contesse Maria (saison 1, épisode 24)
- 1973 : Poigne de fer et séduction (The Protectors) de Gerry Anderson : Christie (saison 1, épisode 23)
- 1973 : Special Branch de [Qui ?] : Sue Arde (saison 3, épisode 9)
- 1973 : Jane Eyre de [Qui ?] : Blanche Ingram (saison 1, épisode 3)
- 1973-1974 : Marked Personal de Charles Dennis : Georgina Layton (62 épisodes)
- 1974 : Napoleon and Love de [Qui ?] : Madame Duchatel (saison 1, épisode 5)
- 1975 : Prometheus: The Life of Balzac de [Qui ?] : Fanny Lovell
- 1976 : Hadleigh de Robert Barr : Susan Debray (saison 4, épisode 7)
- 1976 : Forget Me Not de [Qui ?] : Jeanne Teliot (saison 1, épisode 4)
- 1978 : Rainbow de Pamela Lonsdale : Narratrice exceptionnelle (voix) (saison 8, épisode 11)
- 1979 : I Vecchi e i giovani de [Qui ?] : Nicolette (4 épisodes)
- 1981-1982 : Tenko de Lavinia Warner : Rose Millar (19 épisodes)
- 1984 : Sorrell and Son de [Qui ?] : Florence Palfrey (saison 1, épisode 1)
- 1984 : Histoires singulières (Hammer House of Mystery and Suspense) de [Qui ?] : Rosemary Richardson (saison 1, épisode 4)
- 1985-1989 : Dynastie (Dynasty) de Esther et Richard Shapiro : Sable Colby (22 épisodes)
- 1985 : Connie (en) de Ron Hutchinson : Connie (13 épisodes)
- 1985-1987 : Dynastie 2 : Les Colby (The Colbys) de Richard et Esther Shapiro, Robert et Eileen Pollock : Sable Scott Colby (49 épisodes)
- 1986 : La croisière s'amuse (The Love Boat) d'Aaron Spelling : Elaine Riskin (saison 10, épisode 1)
- 1987 : Napoléon et Joséphine (Napoleon and Josephine: A Love Story) : Thérésa Tallien
- 1988 : French and Saunders de Dawn French et Jennifer Saunders : Doreena Petherbridge (saison 2, épisode 5)
- 1989-1990 : L'ange revient (Sister Kate) de Frank Dungan, Tony Sheehan et Jeff Stein : Sœur Katherine "Kate" Lambert (19 épisodes)
- 1990 : Cluedo (série) : Mrs. Peacock (6 épisodes)
- 1990 : Poker d'amour à Las Vegas (Lucky Chances) de [Qui ?] : Susan Martino Santangelo
- 1991-1994 : Beverly Hills (Beverly Hills 90210) de Darren Star : Iris McKay (8 épisodes)
- 1993 : Star Trek : La Nouvelle Génération (Star Trek: The Next Generation) de Gene Roddenberry : Comtesse Barthalomew (saison 6, épisode 12 : Un navire dans une bouteille)
- 1993 : Petite Fleur (Blossom) de Don Reo : Madame Robinson (saison 3, épisode 25)
- 1993-1994 : SeaQuest, police des mers (SeaQuest DSV) de Rockne S. O'Bannon : Docteur Kristin Westphalen (23 épisodes)
- 1994 : L'Homme à la Rolls (Burke's Law) de Ivan Goff, Ernest Kinoy et Ben Roberts : Victoria Lancer (saison 1, épisode 12)
- 1995 : Legend de Bill Dial et Michael Piller : Vera Slaughter (saison 1, épisode 1)
- 1995 : High Society de Robert Horn et Daniel Margosis : Stella (saison 1, épisode 8)
- 1996 : No Bananas de Ginnie Hole : Dorothea Grant (10 épisodes)
- 2000 : Charmed de Constance M. Burge : Martha van Lewen (saison 2, épisode 11)
- 2002 : Having It Off de [Qui ?] : Vernice Green (saison 1, épisode 3)
- 2003-2006 : Les Condamnées (Bad Girls) de Maureen Chadwick, Ann McManus et Eileen Gallagher : Phyllida Oswyn (40 épisodes)
- 2006 : Flics toujours (New Tricks) de Nigel McCrery et Roy Mitchell : Rhoda Wishaw (saison 3, épisode 5)
- 2009 : Free Agents de [Qui ?] : Wendy (saison 1, épisode 6)
- 2009 : Coronation Street de Tony Warren : Martha Fraser (21 épisodes)
- 2010 : Material Girl de Joshua St. Johnston : Sylvie Montrose (saison 1, épisode 6)
- 2010 : Casualty de Jeremy Brock et Paul Unwin : Monica Shapiro (saison 24, épisode 31)
- 2011 : Mount Pleasant de Sarah Hooper : Auntie Pam (saison 2, épisode 2)

#### Téléfilms
- 1969 : The Distracted Preacher de Brandon Acton-Bond : Lizzy Newberry
- 1973 : Ego Hugo de [Qui ?] : Adèle Hugo
- 1990 : The Lilac Bus de Giles Foster : Judy
- 1992 : Secrets de Peter H. Hunt : Sabina Quarles
- 1992 : Le Pouvoir et la haine (To Be the Best) de Tony Wharmby : Arabella
- 1993 : Liaisons étrangères (Foreign Affairs) de Jim O'Brien : Rosemary Radley
- 1993 : Riders de Gabrielle Beaumont : Molly Carter
- 1994 : La Star aux deux visages (A Change of Place) de Donna Deitch : Marie